# Kinderstube (Liederzyklus)
Kinderstube (russisch Детская, Detskaja) ist der Titel eines Liederzyklus von Modest Mussorgski für Sopran oder Tenor und Klavier, in dem mal ein kleiner Junge, mal ein Mädchen von deren Abenteuern des Alltags erzählt.
In der deutschen Übersetzung lauten die Titel:
1. Mit der Njanja
2. In der Ecke
3. Der Käfer
4. Mit der Puppe
5. Abendgebet
6. Kater Matrose
7. Ritt auf dem Steckenpferd

Mussorgski schrieb Text und Musik zur Kinderstube 1870–72. Der Zyklus wurde erstmals in Paris aufgeführt, wo sich Claude Debussy lobend über die Komposition aussprach, die in Frankreich einen ganz neuen, expressiven musikalischen Stil darstellte, der sehr dicht an der Sprache und dem Inhalt der Worte angelegt ist, statt eine vorgegebene Form zu erfüllen.
Die Kinderstube wurde später von Edisson Denissow und Rodion Schtschedrin (1974) orchestriert. Beim Verlag Peters liegen Fassungen mit zwei unterschiedlichen deutschen Übersetzungen vor, auch eine französische Übersetzung ist vorhanden.